# Da Vinci's Notebook
I Da Vinci's Notebook (o semplicemente DVN) furono un gruppo musicale Doo-wop statunitense formatosi nel 1993 e scioltosi nel 2004.

## Storia
Richard Hsu e Greg "Storm" Dicostanzo erano entrambi membri fondatori del gruppo a cappella "The Generics" dell'Università del Maryland. Formatosi nel 1993 nella Contea di Arlington, la band raggiunse il precoce nella comunità dello stile a cappella con la loro apparizione nel 1996.
Continuarono con i tour, a livello locale e nazionale, per i prossimi dieci anni. Nel 2002 l'interesse per la band spillò in quanto cominciarono a suonare nello show radiofonico Bob and Tom. Tra le loro canzoni includono Enormous Penis, Internet Porn e Title of the Song.
In aggiunta ai loro album, i DVN registrarono anche una canzone chiamata The Ballad of The Snakes per la webserie Homestar Runner.
Nel 2004 la band si sciolse. Due dei loro membri, Paul e Storm, formarono il duo musicale Paul and Storm.

## Formazione
- Paul Sabourin - tenore
- Richard Hsu - tenore, tastiera
- Greg "Storm" Dicostanzo - baritono
- Bernie Muller-Thym - basso, chitarra

## Discografia
- 1997: Bendy's Law
- 2000: The Life and Times of Mike Fanning
- 2004: Brontosaurus